# Соболиця
Соболиця — річка  в Україні, у  Долинському районі Івано-Франківської області, ліва притока Соболя (басейн Дністра).

## Опис
Довжина річки приблизно 4 км. Формується з багатьох безіменних струмків. 

## Розташування
Бере  початок на південному сході від заповідного урочища Магура. Тече переважно на південний схід і впадає у річку Соболь, ліву притоку Мизунки.